# الرمحية
الرمحية، هي قرية من فئة (أ) تقع في محافظة رماح، والتابعة لمنطقة الرياض في السعودية. وتبعد الرمحية عن محافظة رماح بمسافة تقارب (17) كم.